# 인라이튼먼트 (소프트웨어)
인라이튼먼트(Enlightenment, 또는 간단히 E)는 X 윈도 시스템을 위한 컴포지셔닝 윈도 매니저이다. 버전 20 이후로 인라이튼먼트는 웨이랜드 컴포지터이다. 인라이튼먼트 개발자들은 "눈으로 보기에만 좋은 오리지널 윈도 매니저"라고 이야기한다.
인라이튼먼트는 그래피컬 셸을 제공하기 위한 기능들이 포함되어 있으며 그놈, KDE용으로 개발된 프로그램과 결합하여 사용할 수 있다. 인라이튼먼트 파운데이션 라이브러리(EFL)과 함께 사용할 때 인라이튼먼트는 전반적인 데스크톱 환경을 참조할 수 있다.